# Merefa
Merefa (em ucraniano:   Мeрeфa) é uma cidade do leste da Ucrânia, situada no Oblast de Carcóvia. Tem 71 km² de área e sua população em 2020 foi estimada em 21.598 habitantes.